# Idaea angusta
Idaea angusta là một loài bướm đêm trong họ Geometridae.